# Gerhard Wimberger
Gerhard Wimberger (* 30. August 1923 in Wien; † 13. Oktober 2016 in Salzburg) war ein österreichischer Komponist, Dirigent und Hochschullehrer.

## Leben
Wimberger studierte von 1940 bis 1947, unterbrochen durch Arbeits- und Militärdienst, am Mozarteum Salzburg Komposition bei Cesar Bresgen und Johann Nepomuk David sowie Dirigieren bei Clemens Krauss und Bernhard Paumgartner.
Am 21. Januar 1948 wurden erstmals Werke des jungen Komponisten im Rahmen eines Kompositionsabends uraufgeführt. In den Jahren 1947 bis 1951 wirkte Wimberger als Korrepetitor und Kapellmeister an der Wiener Volksoper und am Salzburger Landestheater. Er war von 1949 bis 1953 Mitarbeiter der Salzburger Festspiele und von 1953 bis 1981 als Leiter der Dirigentenklasse am Mozarteum tätig. Dort leitete er zudem von 1968 bis 1991 eine Kompositionsklasse. Bedeutsam war sein Engagement für die Salzburger Festspiele, deren Direktorium er von 1971 bis 1991 angehörte. Er bemühte sich intensiv um die Verankerung zeitgenössischer Musik im Festspielprogramm.
Wimberger war ab 1977 korrespondierendes Mitglied der Bayerischen Akademie der Schönen Künste. Von 1990 bis 1998 stand er der Verwertungsgesellschaft AKM als Präsident vor. Als Dirigent und als Jurymitglied war Wimberger lange Jahre international tätig. Am 30. November 2003 führte das Mozarteum Orchester aus Anlass seines 80. Geburtstages das Oratorium Quaestio Aeterna – Deus. Fragen nach Gott unter Ivor Bolton erstmals auf. Ab 2006 war Wimberger Mitglied des Beirates der Giordano-Bruno-Stiftung. Der christlichen Religion stellte Wimberger eine „agnostisch-atheistische Religiosität auf dem Boden des Humanismus“ gegenüber. Wimberger verfasste zahlreiche Essays, Aufsätze und andere Schriften und hielt viele Vorträge über Musik und Probleme der Neuen Musik sowie über philosophisch-theologisch aktuelle Fragen.
Seine Werke wurden in vielen Ländern durch namhafte Orchester, u. a. Wiener Philharmoniker, Berliner Philharmoniker, Münchner Rundfunkorchester, unter bekannten Dirigenten wie Herbert von Karajan und von hochrangigen Solisten und Ensembles aufgeführt.
Gerhard Wimberger, Vater des Schauspielers Andreas Wimberger, starb im Oktober 2016 im Alter von 93 Jahren.

## Stil
In einer Selbstcharakteristik schrieb Gerhard Wimberger: „Geistige, stilistische und handwerkliche Ehrlichkeit setze ich bei jeder künstlerisch-kreativen Arbeit voraus. Darüber hinaus ist mir die Ausgewogenheit zwischen Emotionalität des klingenden Ergebnisses und Rationalität der zugrundeliegenden konstruktiven Ordnung stets höchstes Ziel gewesen. Für die Realisierung meiner Ideen benütze ich das gesamte klingende Material, das traditionelle Instrumentarium ebenso wie elektronische Praktiken. Ich bemühe mich dabei, Vorurteile und Ideologien möglichst auszuschalten und mich nur von kreativer Neugierde leiten zu lassen, jede kompositorisch-stilistische Einseitigkeit zu vermeiden und mir ein weites Feld verschiedener Verfahrensweisen verfügbar zu halten, wie aus Material Musik wird. Ich halte viel von unprätentiöser Handwerksgesinnung und plädiere immer wieder für eine gesellschaftliche Funktion der Musik. Der Sinn jeder Komponistentätigkeit liegt ja – je nach Aufgabenstellung – irgendwo innerhalb des Dreiecks, das durch die Punkte markiert wird: ‚Verwirklichung eigener Komponistenträume‘, ‚Bereicherung‘ und ‚Unterhaltung‘ des Hörers.“
Als sein künstlerisches Credo formulierte er ferner:
„Ich komponiere stilistisch unorthodox und versuche
- die auf mich einwirkenden Kräfte von Tradition, Gegenwart und Fortschritt auszubalancieren und meine Arbeit frei von modischen Attitüden zu halten,
- meine musikalischen Gedanken selbst so klar zu denken, dass sie auch von anderen verstanden werden,
- im weiten Feld der künstlerischen Inhalte zwischen Ernst und Heiterkeit ein breites Gebiet zu bestellen,
- solcherart die kompositionstechnischen und stilistischen Möglichkeiten unserer Zeit zu einer persönlichen Synthese zu verschmelzen.“

## Werke

### Bühnenwerke
- Heinrich und Kleist, Musik-Theater-Szenen, Kammeroper, 2004
- Fürst von Salzburg – Wolf Dietrich, Szenische Chronik für Musik, Buch: Gerhard Wimberger, 1985/1987
- Paradou, Oper in 14 Bildern nach La faute de l’abbé Mouret von Émile Zola, Buch: Gerhard Wimberger, 1981/1985
- Die goldenen Schuhe, Ballettmusik, 1983
- Lebensregeln – Katechismus mit Musik, 1970/1972
- Das Opfer Helena, Kammermusical für Schauspieler, 1967
- Dame Kobold, Musikalische Komödie nach dem Lustspiel des Calderon in der freien Übersetzung von Hugo von Hofmannsthal, 1963/1964
- Hero und Leander, Tanzdrama nach einer alten Legende von Imre Keres, 1962/1963
- La Battaglia – oder Der rote Federbusch. Opernkomödie in 8 Bildern von Eric Spiess, 1959/1960
- Der Handschuh, Kammerballett, 1955
- Schaubudengeschichte, Heitere Oper in 6 Bildern von Eric Spiess nach einer Novelle von Valentin Katajew, 1952/1953

### Konzertwerke (Auswahl)
- Passion Giordano Bruno – für Bassbariton, Sprecher, gemischten Chor und Orchester, Oratorium, 2007
- Musica cellissima – für Solovioloncello und Orchester, 2003
- QUAESTIO AETERNA – DEUS – Fragen nach Gott, Texte und Gesänge aus 2000 Jahren für Bariton, Sprecher, gemischten Chor und Orchester, Oratorium, 2001
- Paradou, Gesänge und Zwischenspiele aus der Oper, 2000
- Musica tranquilla – für Orchester, 2000
- Klangwege – für großes Orchester, 1999
- Seltsamabendmusik – für Kammerorchester, 1999
- Strömungen – für Streichsextett, 1997
- Ahnungen – für Orchester, 1994
- Szenerie – für Violine und Klavier, 1993
- Im Namen der Liebe – Liedzyklus nach Gedichten von Peter Turrini, 1992
- Disegni – für Klavier, 1991
- Tagebuch 1942 – Jochen Klepper –  für Baritonstimme, Chor und Orchester, 1990/1991
- Konzert für Synthesizer und Orchester, 1989
- Wir hören zu atmen nicht auf – Liedzyklus nach Gedichten von Ulla Hahn für mittelhohe Frauenstimme und Klavier, 1988
- Nachtmusik Trauermusik Finalmusik – für Orchester, 1987/1988
- Phantasie für acht Spieler, (Oktett), 1982
- Concertino per orchestra, 1981
- Zweites Klavierkonzert, 1981
- Sonetti in vita e in morte di Madonna Laura von Petrarca – für Chor a cappella, 1979
- Streichquartett (1978)
- Ausstrahlungen W.A.Mozart’scher Themen – für Orchester, 1978
- Programm – für großes Orchester, 1978
- Konturen – für Klavier, 1977
- Motus – für großes Orchester, 1976
- Plays – für 12 Violoncelli soli, Bläser und Schlagzeug, 1975
- Short Stories – für 11 Bläser, 1974/1975
- Memento vivere – Gesänge vom Tod nach Texten von Kurt Marti, Abraham a Sancta Clara, Paul Fleming, Andreas Gryphius u. a., Oratorium, 1973/1974
- Multiplay – Kanonische Reflexionen für 23 Spieler, 1972/1973
- Chronique – für Orchester, 1968/1969
- Ars amatoria – Kantate nach Ovid für Sopran- und Baritonsolo, Chor, Combo und Kammerorchester, 1967
- Risonanze – für drei Orchestergruppen, 1965/1966
- Stories – für Bläser und Schlagzeug, 1962
- Kästner-Liederbuch – Sieben Chansons für mittlere Singstimme und Klavier, 1961
- Drei lyrische Chansons nach Gedichten von Jacques Prévert – für eine Singstimme und Kammerorchester, 1957
- Heiratspostkantate – für gemischten Chor, Cembalo und Kontrabass, 1957
- Figuren und Phantasien – Drei Sätze für Orchester, 1956
- Allegro giocoso aus dem Divertimento für Mozart – für Orchester, 1956
- Konzert für Klavier und Kammerorchester, 1955

### Bücher
- … nicht nur Musik. Musikerleben – Festspieljahre – Begegnungen – Gedanken. Müller, Salzburg/Wien 1997. ISBN 3-7013-0964-7.
- Kreuz-Weg. Quellen des Christentums – Fakten – Hypothesen – Fragen. Edition Va Bene, Wien/Klosterneuburg 1999. ISBN 3-85167-085-X.
- Glauben ohne Christentum. Eine Vision. Tectum Wissenschaftsverlag, Marburg 2013. ISBN 978-3-8288-3044-8.

## Auszeichnungen
- 1967 Österreichischer Staatspreis für Musik (Förderungspreis)[3]
- 1968 Republik Österreich: Staatspreis für Musik für 1967[4] im Bereich Orchesterwerke
- 1977 Österreichischer Staatspreis für Musik (Würdigungspreis)[3]
- 1979 Bundesministerium für Bildung, Wissenschaft und Kultur: Würdigungspreis für Musik
- 1983 Republik Österreich: Österreichisches Ehrenkreuz für Wissenschaft und Kunst I. Klasse
- 1991 Republik Österreich: Großes Silbernes Ehrenzeichen für Verdienste um die Republik Österreich
- 1992 Universität Mozarteum Salzburg: Ehrenmitglied
- 1994 Internationale Stiftung Mozarteum: Silberne Mozart-Medaille
- 1998 Internationale Stiftung Mozarteum: Ehrenmitglied[5]
- 2003 Amt der Salzburger Landesregierung: Ring des Landes Salzburg
- Amt der Salzburger Landesregierung: Goldenes Ehrenzeichen des Landes Salzburg